# Bugatti EB110 SS
De Bugatti EB110 SS (Super Sport) is een sportwagen van het merk Bugatti uit 1991.
| Prestaties          | Prestaties            |
| ------------------- | --------------------- |
| motortype           | V12 met 4 turbo's     |
| inhoud              | 3500 cm3              |
| boring × slag       | 81 × 56,6 mm          |
| compressie          | 7,8:1                 |
| maximumvermogen     | 603 pk bij 8250 min−1 |
| maximum koppel      | 649 Nm bij 4250 min−1 |
| specifieke massa    | 2,6 kg/pk             |
| specifieke vermogen | 172,3 pk/l            |
| topsnelheid         | 357 km/h              |